# 院之子町
院之子町（いんのこちょう）は、愛知県豊川市の町名。18の小字が存在する。

## 地理
豊川市南東部に位置し、東は土筒町・当古町、西は瀬木町・柑子町、南は豊橋市下条西町に接する。

### 河川
- 豊川

### 小字
- 大畑（おおばた）
- 大柳（おおやなぎ）
- 籠瀬（かごぜ）
- 川添（かわぞえ）
- 荒神（こうじん）
- 郷中（ごうなか）
- 小見堂（こみどう）
- 地蔵寺（じぞうじ）
- 社宮司（しゃぐうじ）
- 新起（しんおこし）
- 新切（しんきり）
- 菅田（すげた）
- 高畑（たかばた）
- 中川原（なかかはら）
- 中島（なかじま）
- 東畑（ひがしはた）
- 船向（ふなむこう）
- 古川（ふるかわ）

## 世帯数と人口
2023年（令和5年）3月31日現在の世帯数と人口は以下の通りである。
| 町丁     | 世帯数 | 人口 |
| -------- | ------ | ---- |
| 院之子町 | 29世帯 | 83人 |

## 学区
市立小・中学校に通う場合、学区は以下の通りとなる。また、公立高等学校に通う場合、学区は以下の通りとなる。
| 区域 | 小学校             | 中学校             | 高等学校 |
| ---- | ------------------ | ------------------ | -------- |
| 全域 | 豊川市立東部小学校 | 豊川市立東部中学校 | 三河学区 |

## 歴史
八名郡犬之子村を前身とする。

### 沿革
- 1889年（明治22年）10月1日 - 町村制施行・合併に伴い、八名郡下条村大字犬之子となる[7]。
- 1906年（明治39年）7月1日 - 合併に伴い、下川村大字犬之子となる[7]。
- 1932年（昭和7年）9月1日 - 豊橋市へ編入し、同市院之子町に改称[7][8][注釈 1]。
- 1933年（昭和8年）6月10日 - 豊川町へ編入し、同町大字院ノ子となる[7][9]。
- 1943年（昭和18年）6月1日 - 合併・市制施行に伴い、豊川市大字院ノ子となる[7]。
- 1944年（昭和19年）9月19日 - 院之子町に改称[7]。

## 施設
- 長光寺

## 交通
- 愛知県道380号豊橋一宮線

## その他

### 日本郵便
- 郵便番号 : 442-0814[2]（集配局：豊川郵便局[10]）。